# Zygonychidium gracile
Zygonychidium gracile là loài chuồn chuồn trong họ Libellulidae. Loài này được Lindley mô tả khoa học đầu tiên năm 1970.